# Со Хё Вон
Со Хёвон (кор. 서효원, род. 10 мая 1987) — южнокорейская спортсменка, игрок в настольный теннис, призёр чемпионатов мира, Азии и азиатских игр, участница Олимпийских игр 2016 года в Рио-де-Жанейро, член национальной сборной Южной Кореи.

## Биография
Первый крупный успех на международной арене пришел к Со Хёвон довольно поздно, в возрасте 25 лет в 2013 году, когда она выиграла в одиночном разряде домашний этап мирового тура в Инчхоне (Корея).
В марте 2014 года Со Хёвон впервые вошла в десятку сильнейших теннисисток мира по рейтингу ITTF.
В этом же 2014 году Со Хёвон заняла второе место в одиночном разряде «ITTF World Tour Grand Finals».
В 2016 году Со Хёвон в составе команды Южной Кореи принимала участие в Олимпийских играх в Рио-де-Жанейро, где была отмечена, как одна из самых красивых спортсменок.
в 2018 году, в составе Объединенной команды Кореи Со Хёвон завоевала бронзовую медаль на чемпионате мира в Хальмстаде.

## Стиль игры
Со Хёвон играет в защитном стиле, используя европейскую хватку ракетки правой рукой.